# Thomasville (Alabama)
Thomasville – miasto w Stanach Zjednoczonych, w stanie Alabama, w hrabstwie Clarke. W roku 2023 miasto zamieszkiwały 3583 osoby, a gęstość zaludnienia wynosiła 157,8 osoby/km².